# 4312 Knacke
4312 Knacke è un asteroide della fascia principale. Scoperto nel 1978, presenta un'orbita caratterizzata da un semiasse maggiore pari a 2,3835035 au e da un'eccentricità di 0,1523892, inclinata di 4,42991° rispetto all'eclittica.
L'asteroide è dedicato all'astronomo statunitense Roger F. Knacke.